# Monte Aiguille
El monte Aiguille (en francés: mont Aiguille, literalmente «monte Aguja»), es una característica montaña del sureste de Francia, un resto avanzado del acantilado oriental del macizo de Vercors, localizada en el borde de la región del Trièves. Administrativamente, pertenece a la comuna de Chichilianne, en el sur del departamento de Isère. Es un lugar habitual para la práctica de la escalada en roca (en piedra caliza), sobre todo la cara noroeste.
Antiguamente fue considerada una montaña inaccesible, lo que dio lugar a ciertas leyendas sobre su origen, y que le supuso ser considerada una de las siete maravillas del Dauphiné.

## Geomorfología

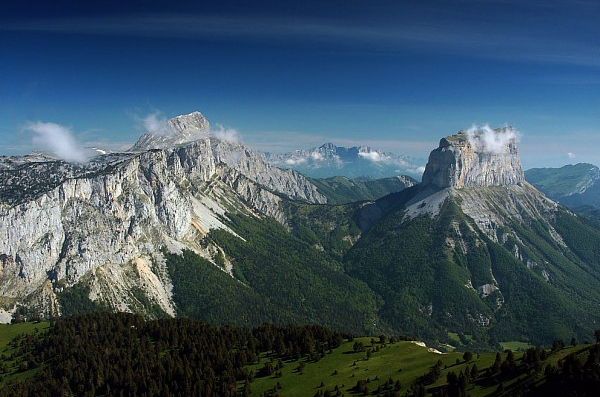
A la derecha, el monte Aiguille, ciudadela destacada en los acantilados del Vercors

Desde un punto de vista geomorfológico, es un cerro testigo o inselberg, es decir, una estructura esculpida por la erosión que la ha aislado de la meseta de la que originalmente formó parte. El monte Aiguille debe a esto su forma peculiar: un bloque petro limitado por altos acantilados verticales con una pradera en la cima, similar a las alpages (praderas alpinas) que hay en toda la meseta de Vercors.

### Geología
El monte Aiguille es una escama de piedra caliza previamente unida al resto del macizo del Vercors. La base está formada por un conjunto de calizas blandas y margas coronados por una muralla compuesta de una gruesa serie de caliza más rígida. Su morfología resulta de la diferencia de comportamiento de esas capas a la erosión.
Durante la formación de los Alpes, las capas de piedra caliza que recubrían el fondo del océano Tetis, fueron elevadas, plegadas y fracturadas. Fueron estas últimas las que favorecieron la escorrentía, que comenzó una erosión significativa de la base de la aguja (donde las capas son más blandas), mientras paños enteros de la pared se derrumbaban por el efecto de socavar la base y por la carstificación de las capas de piedra caliza.
Las innumerables fallas activas entre el monte Aiguille y el macizo del Vercors, y después el cepillado del flanco oriental del macizo de Vercors por los glaciares en el curso de las diferentes glaciaciones de la era Cuaternaria condujeron a su aislamiento actual.

### Dimensiones
- Altitud: 2087 m
- Altura del domo: 1653 - 1837 m
- Altura del tocón:
  - Pilar suroeste: 250 m
  - Pilar noreste: 350 m
- Longitud: 900 m
- Ancho máximo: 130 m

## Historia

### Hazañas

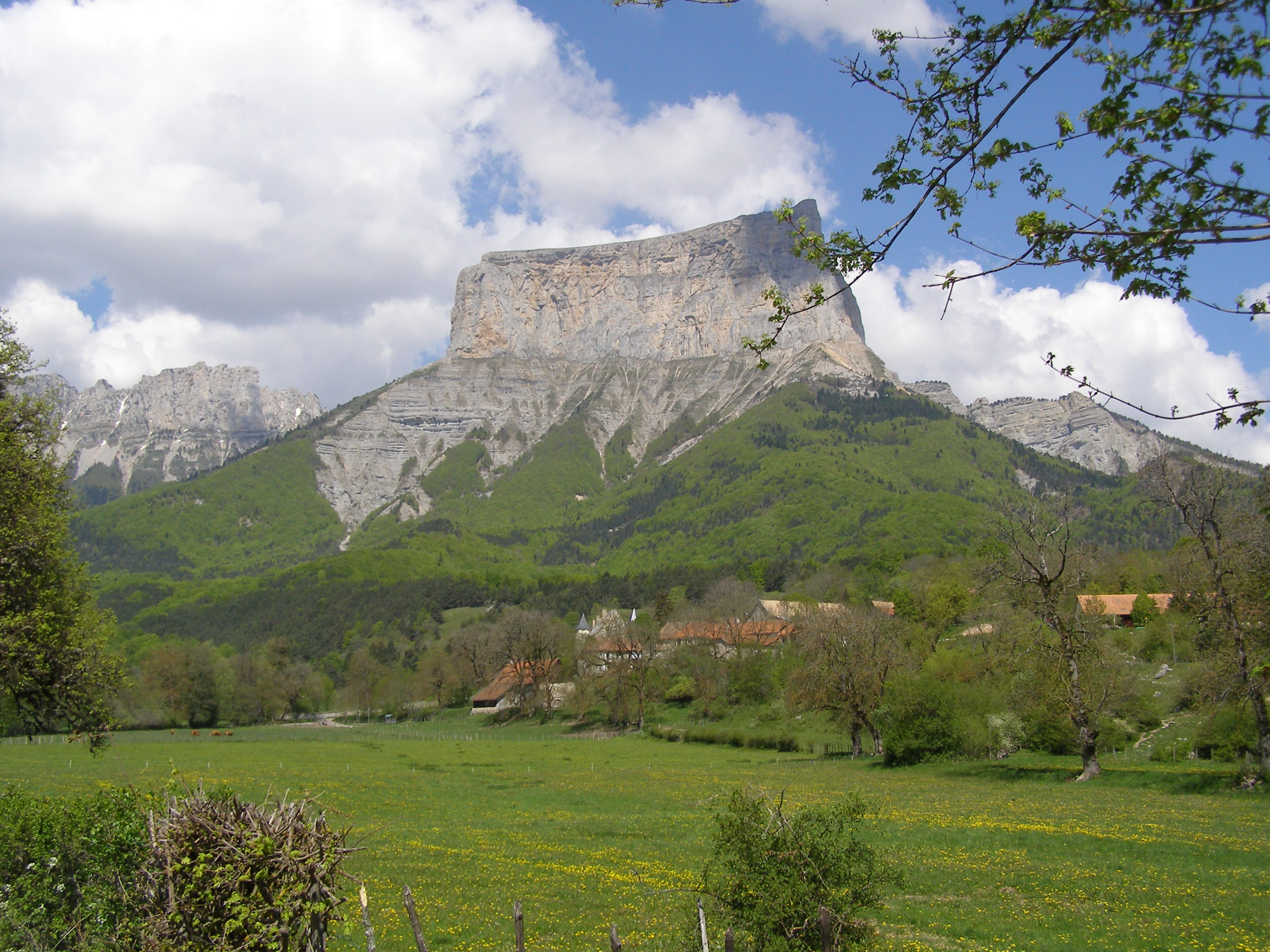
La aldea de La Richardière, a los pies del monte Aiguille.

La primera ascensión fue realizada por Antoine de Ville y siete compañeros, el 26 de junio de 1492, por orden de Carlos VIII de Francia. Esta "hazaña" es a veces considerado como el nacimiento del alpinismo. El segundo ascenso del que se tiene noticia se hizo más de tres siglos después, en el año 1838.
Henri Giraud, jefe de pilotos en el Aero-Club del Dauphiné y aviador de montaña sin igual, fue el único en aterrizar en la pradera de la cima, en primer lugar el 27 de agosto de 1957 con un Piper Cub y el 22 de marzo de 1960, sobre esquís, con un Choucas Super Cub. Luego realizó muchos aterrizajes con pasajeros.
Pierre Tardivel ha descendido con esquís la vía de los tubulares el 27 de enero de 1992 con motivo del 500 aniversario de la primera ascensión.

### Escritos y leyendas
Las leyendas que se refieren al monte Aiguille han atraído a veces la atención de los príncipes. La plataforma de la cumbre aparecía de hecho, en muchos espíritus, como una especie de Edén, una zona protegida del mundo profano.
En 1211, Gervais de Tilbury, sobrino del rey Enrique II de Inglaterra, la describió como una montaña inaccesible de la que cae una fuente transparente; en la cima, verdea la hierba y se ven a veces unas sábanas blancas, extendidas para secar según la costumbre de las lavanderas. Los jirones de nieve que quedaban en primavera en los prados de la cumbre y la imaginación del narrador encaramado en la cumbre del Gran Veymont fueron suficiente para justificar la leyenda de las lavanderas del monte Aiguille.
En la Edad Media, el monte Aiguille, llamado en latín Supereminet Invius, que significa «se dibuja, inaccesible», se percibía como una enorme roca de una altura prodigiosa. Los disbujantes de la época la representaban en forma de champiñón o de pirámide invertida.
Bajo el Antiguo Régimen, gozaba de una popularidad mayor que la de los gigantes de los Alpes, ignorados cada vez por más personas.
En el siglo XVI, Rabelais, en el Quart Livre, relata la ascensión hecha por Antoine de Ville de lo que todavía se llamaba el "monte inaccesible" de manera algo imaginaria, tanto por la forma de la montaña como por el nombre del alpinista o lo que encontró en la parte superior:

Así dicho porque tiene la forma de una calabaza, y de toda memoria ninguna persona la ha superado, salvo Doyac, el cual con ingenios mirificos la subió y encuentra arriba un viejo carnero. Eres tú quien debe adivinar que la había transportado allí. Algunos lo diran, que siendo joven aignelet, por cualquier águila o duque cantando allí el ravy, entre los arbustos salvajes.
Ainsi dict pource qu'il est en forme d'un potiron, et de toute memoire persone surmonter ne l'a peu, fors Doyac, lequel avecques engins mirificques y monta et au-dessus trouva un vieux bélier. C'estoit à diviner qui là transporté l'avait. Aucuns le dirent, estant jeune aignelet, par quelque aigle ou duc chaüant là ravy, s'estre entre les buissons saulvé.

En 1656, Denys de Salvaing de Boissieu en Septem miracula Delphinatus (Les sept merveilles du Dauphiné), relata que las diosas expulsadas del Olimpo habrían llegado a buscar refugio en este promontorio, que era todavía parte del acantilado oriental del Vercors. Fueron sorprendidas desnudas por el cazador Ibicus y ello provocó la ira de Júpiter, que transformó al voyeur en íbice (o cabra salvaje de los Alpes) y separó la montaña sagrada del resto del Vercors.

## Ascensiones
El monte Aiguille tiene varias vías de escalada. La mayoría son muy accesibles y constituyen magníficos cursos de iniciación al alpinismo en roca. Sin embargo, la roca es una caliza ligeramente estratificada y la inestabilidad de algunos bloques pueden hacer la subida peligrosa. Una marcha de aproximación hasta el col del Aupet (1.653 m) lleva al pie del tocón.
- Cara Noroeste:
  - La Voie Normale Cotation: PD / AD / 4a.
  - La Tour des Gémeaux Cotation: 5c.
  - Otras vía Cotation: 6a-6c.
- Cara Noreste: Esta parte es muy inestable a pesar de que ha estado equipada de vías hasta la década de 1950. Su desmoranamiento ha afectado incluso a la cruz de la cumbre. Ruta peligrosa.
- Cara Suroeste: Tres vías Cotation: 6a-6c.
- Cara Sureste: Vía del 29 de mayo.

## Panorama
- Norte:
  - la cadena de Belledonne,

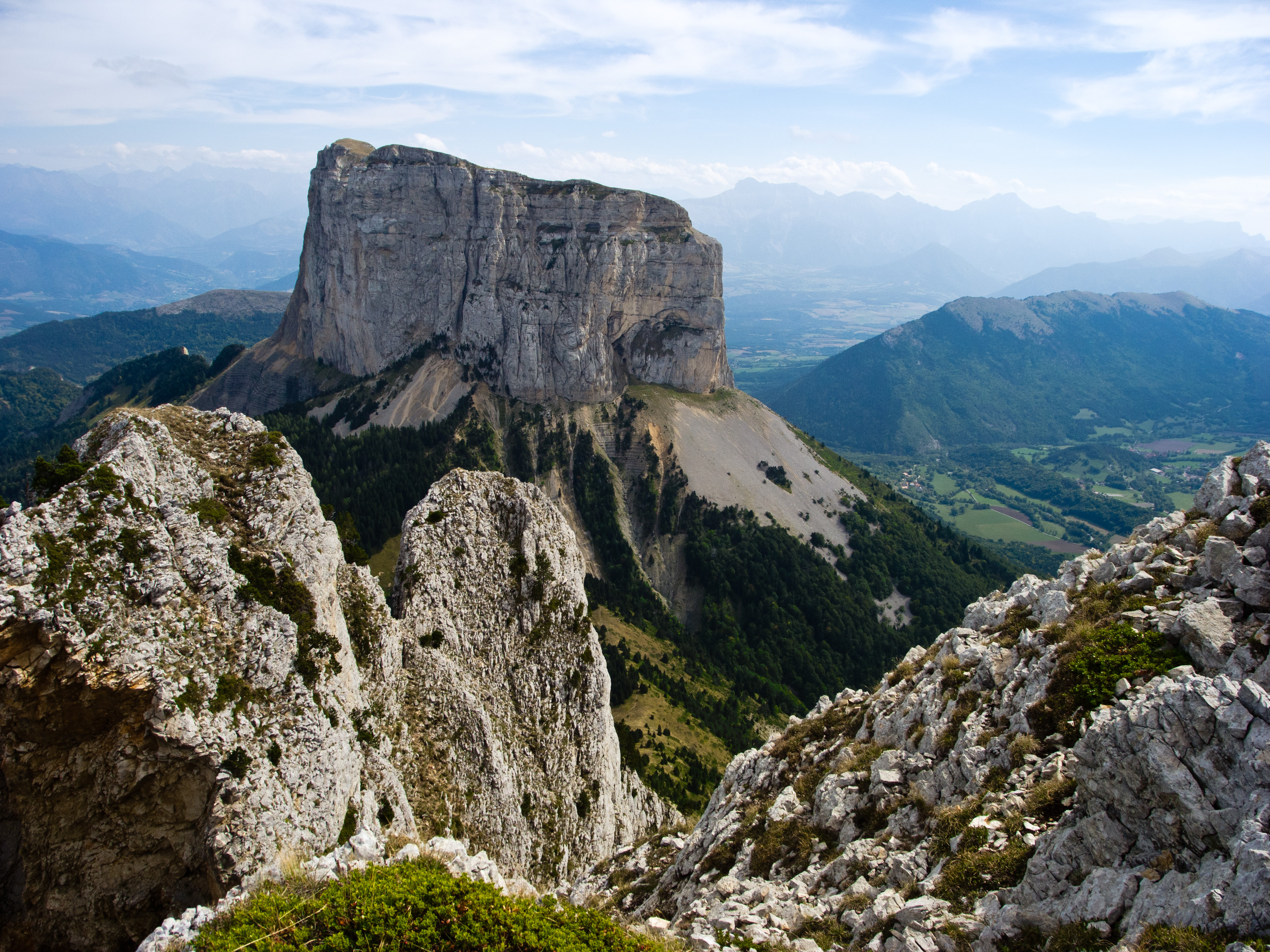
Vista desde la parte superior de los roquedos del Parquet

  - los picos del macizo de la Chartreuse,
  - el mont Blanc.
- Este:
  - el circo del Trièves,
  - el valle del Ébron,
  - las primeras estribaciones del macizo du Dévoluy con la Grande Tête de l'Obiou (2.789 m),
  - la región natural de la Matheysine.
  - le macizo de los Écrins.
- Sureste:
  - el Grand Ferrand (2.749 m).
- Oeste:
  - los acantilados del Grand Veymont (2.341 m), punto culminante del macizo de Vercors,
  - la Grande Moucherolle (2.284 m).

## Galería de imágenes

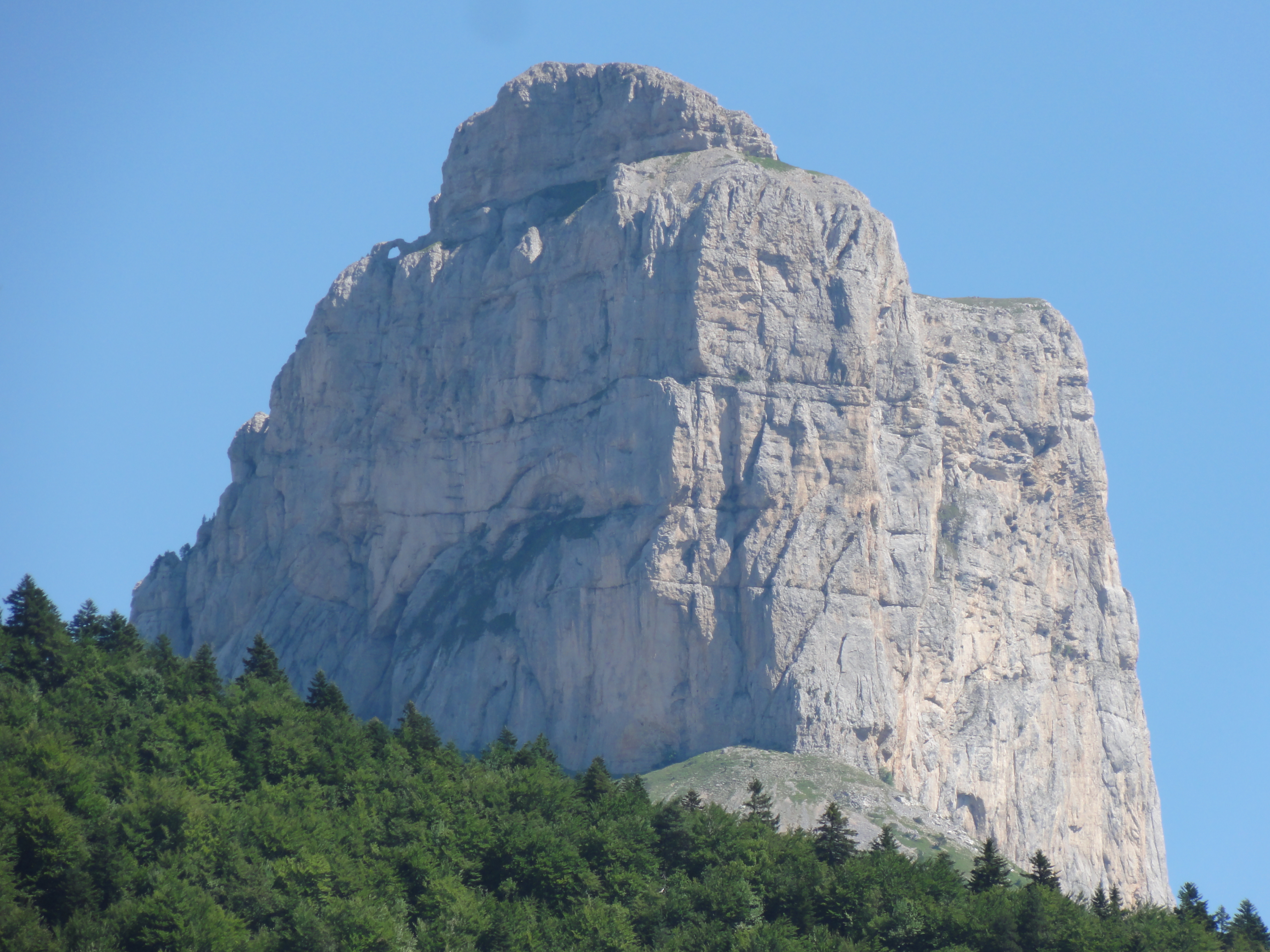
Monte Aiguille visto desde el Pas de l'Aiguille
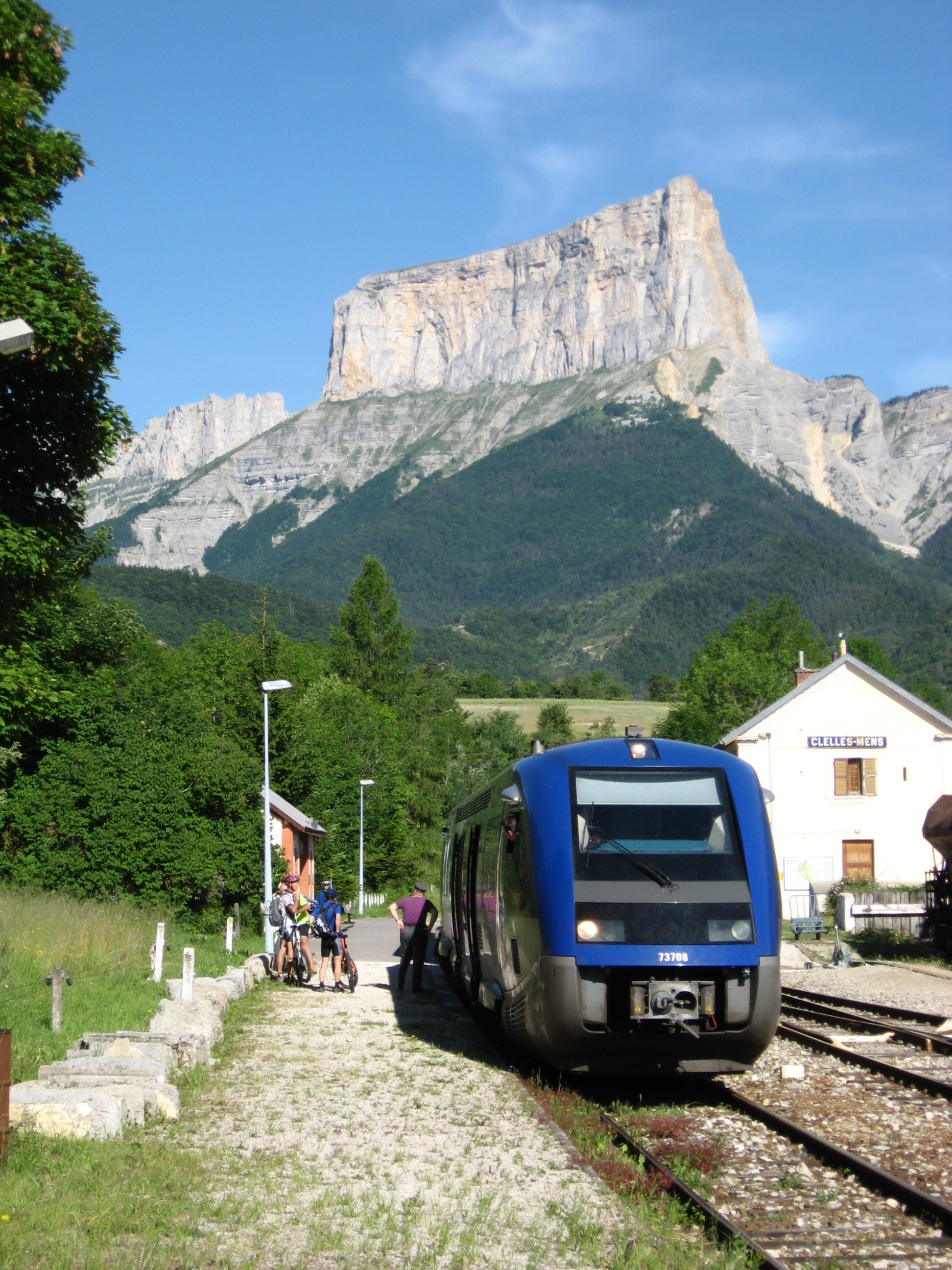
Estación de Clelles-Mens
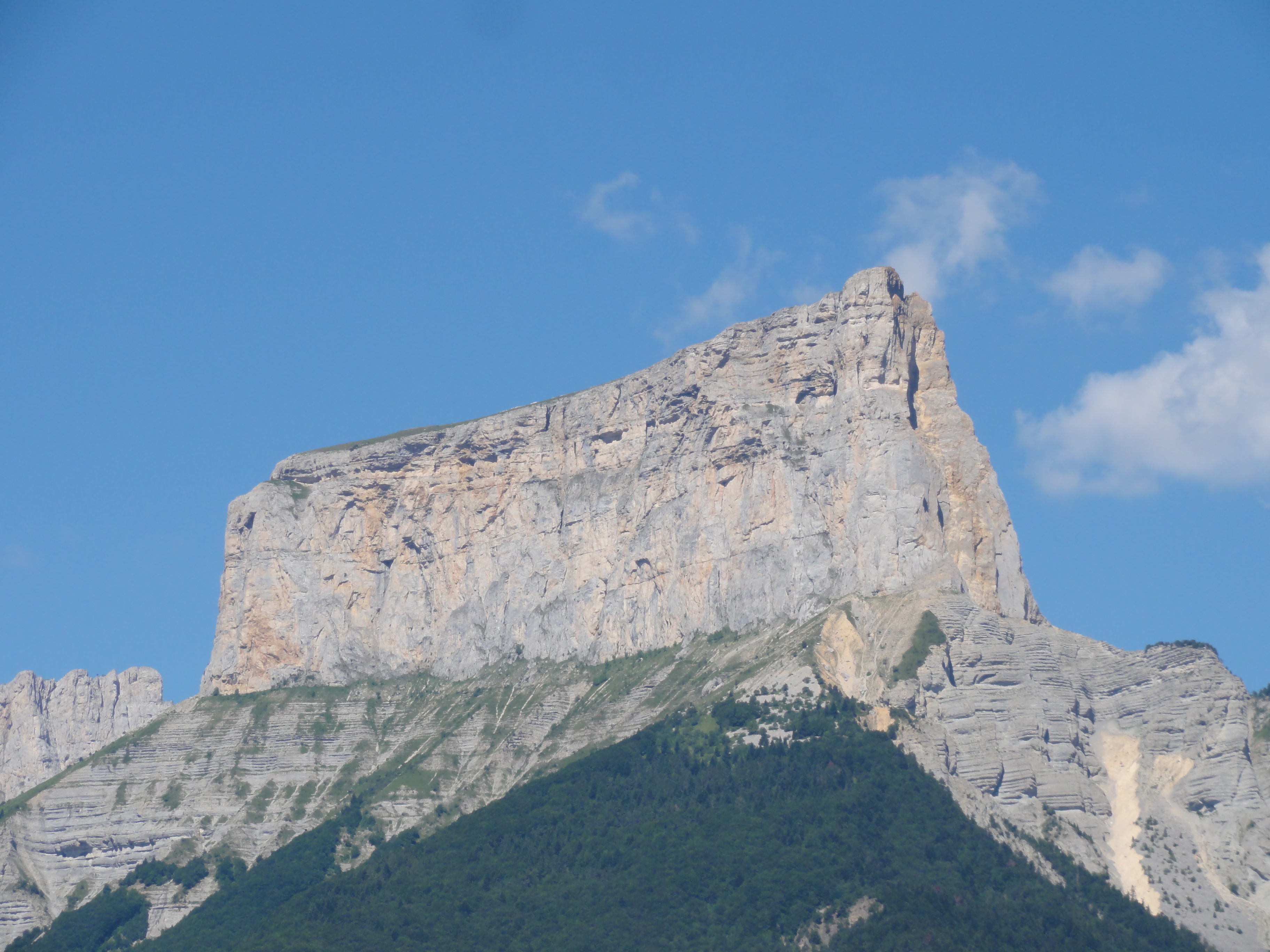
Monte Aiguille visto desde RN Clelles
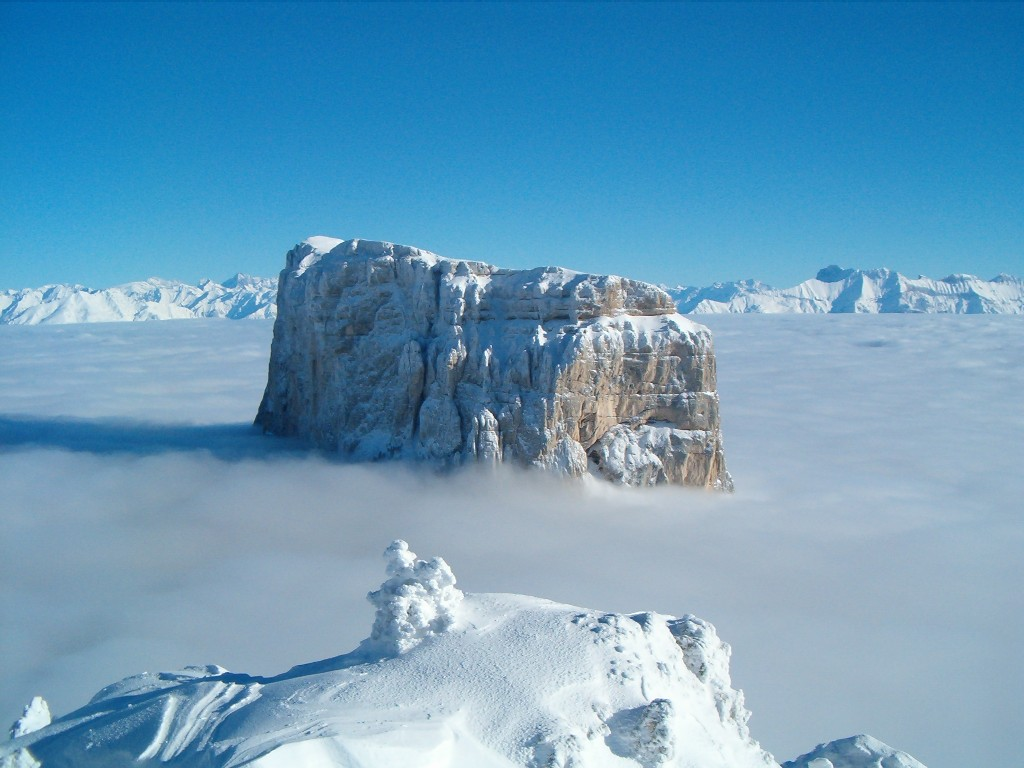
Monte Aiguille